# Kłodzkodalen

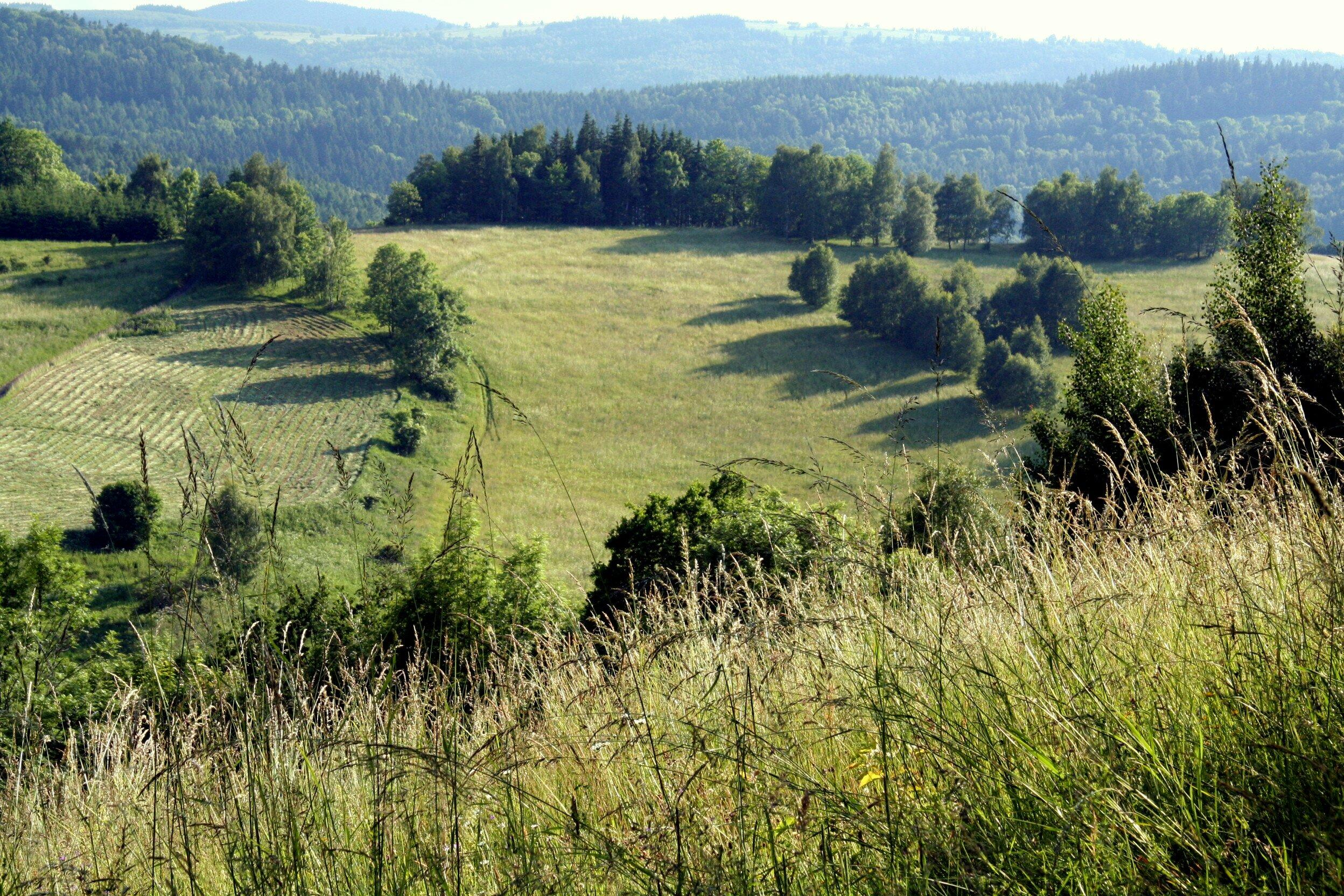
Sommaräng i Kłodzkodalen.

Kłodzkodalen, polska: Kotlina Kłodzka, tjeckiska: Kladská kotlina, tyska: Glatzer Kessel, är en dal i de polska Sudeterna i sydvästra Polen, till stora delar sammanfallande med det administrativa distriktet Powiat kłodzki. Distriktet omges på tre sidor av nationsgränsen mot Tjeckien.
Dalen sträcker sig omkring 50 kilometer i nord-sydlig riktning och är helt omgiven av berg som bildar dess naturliga gränser. I norr ligger Ugglebergen (Góry Sowie) och Bardobergen (Góry Bardzkie), i öster Gyllene bergen (Góry Złote) och Bielawabergen (Góry Bialskie) och i sydost Śnieżnikmassivet. I sydväst ligger Bystrzycabergen (Góry Bystrzyckie) och Örnbergen (Góry Orlickie) och i nordväst Stołowebergen (Góry Stołowe).
Kłodzkodalen genomflyts av Nysa Kłodzka (Glatzer Neisse) och dess biflöden. Floden tillhör Oders avrinningsområde och dalen avvattnas därmed i Östersjön.
Dalen är tack vare de lättillgängliga bergspassen vid Międzylesie mot Mähren och Náchod mot Böhmen samt Nysa Kłodzkas floddal norrut en traditionell förbindelseled och handelsväg mellan de historiska regionerna Böhmen och Schlesien.
De största orterna i dalen är Kłodzko, Bystrzyca Kłodzka och Nowa Ruda. Turism är året om en viktig näring i regionen, som sedan 1800-talet har många hotell och kurortsverksamhet. Idag finns här även många vandringsleder och skidorten Zieleniec.